# Аеродром Смедерево
Аеродром Смедерево (: , : ) се налази у месту Липе, на територији града Смедерева, Србија. Аеродром је лоциран на око 4,5 km југоисточно од центра Смедерева, близу пута 14 који повезује Смедерево–Ковин. Непосредно поред аеродрома налази се река Језава. Аеродром се користи за спортско-школско и тренажно летење авиона, хеликоптера, пољопривредних авиона, моторних змајева, као и за скокове падобранаца. У склопу аеродрома ради и аеро-клуб Смедерево.